# روبرتو ميشيل
روبرتو ميشيل (بالفرنسية: Roberto Michel)‏ (و. 1720 – 1786 م) هو نحات فرنسي، ولد في لو بوي أون فيلاي، توفي في مدريد، عن عمر يناهز 66 عاماً.